# العافور (مسلسل)
العافور هو مسلسل كويتي حديث من النوع الكوميدي.من إنتاج تلفزيون الكويت سنة 2014. من بطولة الفنان الراحل عبد الحسين عبد الرضا، حسن البلام، ميس كمر، أحمد السلمان وعدد من الفنانين. والمسلسل من إخراج عباس يوسفي. ومن تأليف طالب الدوس وهو يعرض على تلفزيون الكويت وقناة دبي.

## قصة المسلسل
تدور أحداث المسلسل في قالب اجتماعي كوميدي من خلال الأحداث والمفارقات التي يواجهها «غازي العافور» وعائلته التي كل أفرادها يعشقون الابتسامة، لكنها ابتسامة من «قهر وضحك» من واقع معاصر، وهو بمنزلة رصد يوميات عائلة متشعبة ومتفرعة تعيش على هذه الأرض، في إحدى المناطق التي نثرت الحضارة جمالها على بيوتها وشوارعها، وغيرت أشياء في ظاهر أهل الكويت البسطاء، الجد «عبد الله بد بد» والجدة «ميس»، وأبناؤهما والأحفاد لا يزالون يتشبثون بماضيهم الجميل.
وتنطلق الأحداث التي صاغها قلم الكاتب طالب الدوس، وتدخل «عبد الرضا» في إعادة رسم خارطة طريقها، بما يتناسب والأوضاع الراهنة، فالنص صاغ أحداثه منذ ستة أعوام، ولابد من التدخل الجذري في الأحداث مع المحافظة على العمود الفقري للفكرة.
المسلسل لا يخلو من الإسقاطات السياسية الكوميدية التي نراها عادة في أعمال الفنان عبد الحسين عبد الرضا.

## المشاركين فيه
| - عبد الحسين عبد الرضا - ميس كمر - حسن البلام - جمال الردهان - أحمد السلمان - إلهام الفضالة - هيا الشعيبي - أسامة المزيعل - خليفة خليفوه (ضيف شرف) - عماد العكاري (ضيف شرف) - محمد الحملي - إسماعيل الراشد - أحمد العونان - علي كاكولي | - نواف القريشي - مي البلوشي - هاني الطباخ - على محسن - فوز الشطي - محمد الرمضان - غدير صفر - يوسف البلوشي - محمد صفر - ليلى عبد الله - أسيل عمران - عبد الله الخضر - منى حسين - محمد الحملي (ضيف شرف) |